# المصرية لإصلاح وبناء السفن
الشركة المصرية لإصلاح وبناء السفن هي إحدى الشركات التابعة لـ"جهاز الصناعات والخدمات البحرية للقوات المسلحة"، يعتبر النشاط الرئيسي للشركة هو إصلاح وبناء السفن وقد قامت الشركة بالعديد من المشروعات في إصلاح وبناء السفن بدء من بناء لنشات الخدمة والقاطرات والأوناش العائمة ذات الأحمال والسعات المختلفة وكذلك العديد من السفن والعبارات والقوارب سواء كانت للاستخدام النهري أو البحري.